# Loi relative à l'économie sociale et solidaire
Lire en ligne

Lire sur Légifrance

La loi relative à l'économie sociale et solidaire, est un texte de loi de droit français, promulgué le 31 juillet 2014, définissant le périmètre de l'économie sociale et solidaire.

## Histoire
Portée par Benoît Hamon, Ministre délégué à l'Économie sociale et solidaire, cette loi vise notamment la création d'un socle juridique permettant de mettre en place des financements spécifiques pour l'ESS, de la part d'acteurs de la finance solidaire, des fondations, ou encore des collectivités locales.
Elle définit des notions comme l'innovation sociale, les monnaies locales complémentaires, le commerce équitable, ou encore les coopératives d'activité et d'emploi (CAE).

## Dispositions communes

### Principes et champ de l'ESS

#### Concepts et valeurs
L'économie sociale et solidaire (ESS) est définie comme un « mode d'entreprendre et de développement économique adapté à tous les domaines de l'activité humaine » auquel adhèrent des personnes morales de droit privé qui remplissent les conditions cumulatives suivantes :
1. Poursuivre un but autre que le seul partage des bénéfices ;
2. Une gouvernance démocratique, définie et organisée par les statuts, prévoyant l'information et la participation, dont l'expression n'est pas seulement liée à leur apport en capital ou au montant de leur contribution financière, des associés, des salariés et des parties prenantes aux réalisations de l'entreprise ;
3. Une gestion conforme aux principes suivants :
  - lucrativité nulle ou limitée : les bénéfices sont majoritairement réinvestis au sein de l'organisation ;
  - Impartageabilité des réserves obligatoires : les réserves ne peuvent pas être distribuées. En cas de liquidation amiable, de liquidation judiciaire ou de dissolution, l'ensemble du boni de liquidation est dévolu soit à une autre organisation de l'ESS.

#### Structure juridique
Font partie des organisations reconnues comme faisant partie intégrante de l'ESS, les personnes morales de droit privé historiques de l'ESS, tel l'association loi de 1901, l'Association de droit local alsacien-mosellan  la coopérative, la fondation et la mutuelle, ainsi que désormais la société commerciale (SA, SAS, SARL) ayant la qualité d'entreprise de l'ESS.
Ces sociétés doivent remplir les conditions statutaires suivantes :
- Respecter les principes de l'ESS[3] ;
- Rechercher une utilité sociale ;
- Appliquer les principes de gestion suivants :
  - affecter au moins 20 % des bénéfices annuels à la constitution d'une réserve statutaire obligatoire, dite « fonds de développement », dans la limite du montant du capital social ;
  - affecter au moins 50 % des bénéfices annuels au report bénéficiaire ainsi qu'aux réserves obligatoires ;
  - ne pas amortir le capital ou procéder à une réduction du capital non motivée par des pertes.

Pour afficher publiquement sa qualité d'entreprise de l'ESS et bénéficier des droits qui s'y attachent les conditions ci-dessus doivent être validé par l'entreprise et celle-ci doit être immatriculées au registre du commerce et des sociétés avec la mention de la qualité d'entreprise de l'ESS.

#### Utilité sociale
L'utilité sociale de l'objet social doit satisfaire à titre principal au moins l'une des conditions suivantes :
- apporter un soutien à des personnes en situation de fragilité (économique ou sociale), par l'accompagnement social, médico-social ou sanitaire, ou lutter contre l'exclusion sociale ;
- contribuer à la préservation et au développement du lien social ou au maintien et au renforcement de la cohésion territoriale ;
- contribuer à l'éducation à la citoyenneté, notamment par l'éducation populaire et par la mise en œuvre de modes de participation impliquant, sur les territoires concernés, les bénéficiaires de ces activités. Elles participent ainsi à la réduction des inégalités sociales et culturelles, notamment entre les femmes et les hommes ;
- concourir au développement durable, à la transition énergétique, à la promotion culturelle ou à la solidarité internationale, dès lors que leur activité contribue également à produire un impact soit par le soutien à des publics vulnérables, soit par le maintien ou la recréation de solidarités territoriales, soit par la participation à l'éducation à la citoyenneté.

#### Guide des bonnes pratiques des entreprises de l'ESS
Le Conseil supérieur de l'économie sociale et solidaire (CSESS) produit un guide définissant les conditions d'amélioration continue des bonnes pratiques des entreprises de l'ESS. Les pratiques conseillées tiennent compte des spécificités des différentes formes juridiques de l'ESS et des obligations législatives les concernant.
Ces bonnes pratiques concernent notamment :
- Les modalités effectives de gouvernance démocratique ;
- La concertation dans l'élaboration de la stratégie de l'entreprise ;
- La territorialisation de l'activité économique et des emplois ;
- La politique salariale et l'exemplarité sociale, la formation professionnelle, les négociations annuelles obligatoires, la santé et la sécurité au travail et la qualité des emplois ;
- Le lien avec les usagers et la réponse aux besoins non couverts des populations ;
- La situation de l'entreprise en matière de diversité, de lutte contre les discriminations et d'égalité réelle entre les femmes et les hommes en matière d'égalité professionnelle et de présence dans les instances dirigeantes élues.

Lors de l'assemblée générale ordinaire annuelle, les entreprises de l'ESS doivent présenter, débattre et faire évoluer les pratiques internes en lien avec les préconisations faite par le CSESS.
Le CSESS suit l'application de ce guide et publie un rapport d'évaluation du dispositif, tous les trois ans, comprenant des données qualitatives et statistiques.

### Organisations représentatives
La loi reconnait comme organisations représentatives de l'ESS, le conseil supérieur de l'économie sociale et solidaire (CSESS), la chambre française de l'économie sociale et solidaire (ESS France), les chambres régionales de l'économie sociale et solidaire (CRESS) et les politiques territoriales de l'économie sociale et solidaire, comme les pôles territoriaux de coopération économique (PTCE). Chaque structure se voit missionner de prérogative.

### Dispositifs qui concourent au développement des entreprises de l'ESS

#### Agrément «Entreprise solidaire d'utilité sociale»
La loi du 31 juillet 2014 rénove l’agrément « entreprise solidaire » qui devient l'agrément « Entreprise solidaire d'utilité sociale » (ESUS) à l'ensemble des acteurs de l'ESS, permettant aux entreprises de l'ESS d'en bénéficier désormais. Cet agrément confère plus d'avantages (soutien et de financement) en contrepartie d'engagements plus forts.
L'arrêté du 5 août 2015 fixe les modalités de demande d'agrément ESUS.

#### Suivi statistique
Un suivi spécifique est mise en place au sein de l'Institut national de la statistique et des études économiques (Insee), les services statistiques ministériels, la Banque de France ainsi que la Banque publique d'investissement pour faciliter un suivi statistique de l'activité économique et des modalités de financement.

#### Commande publique
La commande publique

#### Fonds européens d'entrepreneuriat social
Développement de l'économie sociale et solidaire grâce aux fonds européens d'entrepreneuriat social

## Dispositions facilitant la transmission d'entreprise à leurs salariés
La loi instaure l'obligation, pour les entreprises de moins de 250 salariés soumises au code de commerce, un dispositif d'information des salariés sur les possibilités de reprise d'une société par les salariés.
Cette information est communiquée au moins une fois tous les trois ans et doit mentionner les conditions juridiques (modalités de cession et de détention du capital...), techniques (liste d'organismes d'accompagnement, de conseils ou une formation)  de la reprise d'une entreprise par les salariés, ses avantages et ses difficultés, ainsi que sur les dispositifs d'aide éligibles,.
Cette disposition entraine la modification 37 titres, articles ou alinéas du Code de commerce et trois du Code du travail.
Cette loi est complétée le 6 août 2015 par la loi pour la croissance, l'activité et l'égalité des chances économiques et précisée par le décret d'application du 4 janvier 2016. Les modalités d'informations sont différentes en fonction du nombre de salariés.

## Dispositions relatives au droit des coopératives

### Dispositions communes
Développement du modèle coopératif et la révision coopérative.

### Dispositions propres à diverses formes de coopérative
Plusieurs évolutions concernent spécifiquement différents statuts juridiques tels la société coopérative et participative (SCOP), la société coopérative d'intérêt collectif (SCIC), la société coopérative de commerçants détaillants, la société coopérative d'habitation à loyer modéré, la société coopérative artisanale et de transport, la société coopérative agricole, la coopérative d'activité et d'emploi, la coopérative maritime, la société d'assurance, la mutuelle et à l'institution de prévoyance.

#### Société coopérative et participative d'amorçage
La loi introduit un nouveau statut de société coopérative et participative dite d'amorçage, dérogations spécifiques au statut de SCOP, permettant aux salariés minoritaires de monter progressivement leur part au capital social pour faciliter la reprise d'entreprise par transition d'un statut juridique vers celui de la SCOP de droit commun,.
Le 1er janvier 2015, la SCOP d'amorçage entre en vigueur, permettant 22 mai 2015 à l'entreprise de mécanique industrielle Delta Méca de bénéficier de ce statut. Le statut offre sept ans aux coopérateurs salariés pour devenir majoritaire au capital.
Selon la Confédération générale des SCOP, 2 800 emplois ont été créés en 2014 (en progression de 40% par rapport à 2013) à l'occasion de reprises ou de créations d’entreprise par les salariés.

#### Groupement et autres
Elle reconnait les groupements de sociétés coopératives de production.
Autres dispositions relatives aux sociétés coopératives et participatives.

## Dispositifs de soutien et d'accompagnement
Les subventions publiques
Le dispositif local d'accompagnement (DLA)

## Dispositions relatives aux associations
Dispositions visant à encourager l'action des associations
Le titre associatif
Dispositions relatives au droit des associations